# Ли Спортс Виллидж
Ли Спортс Виллидж (англ. Leigh Sports Village, в переводе — «спортивный посёлок Ли») — многофункциональный спортивный, торговый, образовательный и жилой комплекс, расположенный в Ли, Большой Манчестер, Англия. В центре комплекса расположен спортивный стадион, вмещающий 12 000 зрителей, на котором проводятся матчи по регбилиг и по футболу. Стоимость строительства комплекса, построенного в 2008 году, составила 50 млн фунтов.
На стадионе проводят домашние матчи клуб регбилиг «Ли Сентьюрионз», а также футбольные команды «Манчестер Юнайтед» до 23 лет (в Премьер-лиге 2 и Международном кубке Премьер-лиги) и «Манчестер Юнайтед» до 19 лет (в Юношеской лиге УЕФА). Также на стадионе проходят матчи любительских клубов «Ли Ист» и «Ли Харриерс».
Также на территории комплекса расположен кампус колледжа Уигана и Ли, спортивный центр (в который входят тренажёрный зал, мультифункциональный  спортзал и бассейн), гостиница Holiday Inn Express, супермаркет Morrisons и паб Whistling Wren.

## Обзор
Целью строительства спортивного посёлка Ли было развитие спортивных клубов, школ и иных культурных и образовательных учреждений в городе Ли. Центром посёлка является стадион, построенный для местных спортивных команд. Он оборудован тремя полностью сидячими трибунами (западной, восточной и южной) и стоячей северной трибуной. Также в спорткомплексе расположен 25-метровый плавательный бассейн, гимнастический, тренажёрный и прочие спортивные залы, искусственная 400-метровая беговая дорожка, крытые павильоны для тренировок местных регбилиг-клубов.
На территории посёлка находятся помещения, используемые колледжем Ли. Для обеспечения самоокупаемости проекта на объекте находятся торгово-коммерческие помещения, жилая и гостиничная недвижимость.

## Стадион
В декабре 2008 года на объекте прошли тестовые мероприятия для проверки соответствия стадиона необходимым требованиям. 14 декабря 2008 года состоялся детский фестиваль регбилиг, собравший 4775 зрителей. 28 декабря на стадионе прошла игра между «Ли Сентьюрионз» «Солфорд Сити Редз», все 4714 билетов на матч были распроданы.
Стадион «Ли Спортс Виллидж» был официально открыт в четверг, 21 мая 2009 года Её Величеством Королевой и Его Королевским высочеством герцогом Эдинбургским.
«Ли Спортс Виллидж» предлагался в качестве тренировочной базы для команд, готовящихся выступать на Олимпийских играх 2012 года. Велись переговоры с олимпийской командой Украины, но они не завершились успехом.
27 июля 2013 года стадион принял первый полуфинал Кубка вызова регби-лиги, в котором сыграли «Уиган» и «Лондон Бронкос».
5 ноября 2013 года стадион принял матч чемпионата мира по регбилиг, в котором встретились сборные Тонга и островов Кука (сборная Тонга одержала победу со счётом 22:16, за матчем наблюдали 10 544 зрителей).
21 июня 2014 года сэр Элтон Джон провёл концерт на стадионе, собравший 17 000 человек.
24 октября 2015 года на стадионе прошёл товарищеский матч между сборными Англии и Франции по регбилиг.

## Площадки и сооружения
На территории комплекса расположены:
- Стадион вместимостью 12 000 мест с травяным покрытием Desso GrassMaster и системой подогрева газона
- 4 представительских и 22 корпоративные ложи
- Крытый спортивный центр: тренажёрный зал, 9 спортивных залов и 25-метровый бассейн с 6 дорожками
- 400-метровая беговая дорожка
- Тренировочные поля с искусственным и натуральным газоном, оснащённые прожекторами
- Спортивный павильон

## Пользователи и арендаторы
Владельцем комплекса является совет метрополитенского района Уиган, управляющей компанией является Leigh Sports Village Company. У комплекса есть ряд постоянных арендаторов.
- «Ли Сентьюрионз», клуб регбилиг, является арендатором стадиона
- «Ли Харриерс Атлетик Клаб» является арендатором атлетических сооружений[7]
- «Кро Хотелс» (Kro Hotels) являются владельцами и операторами гостиницы Holiday Inn Express, в 2014 году проданной бывшим владельцем, гостиницей Park Inn[8]
- Резервисты «Манчестер Юнайтед» (команда до 23 лет) проводят большую часть домашних матчей на «Ли Спортс Виллидж»